# Kern (spoel)

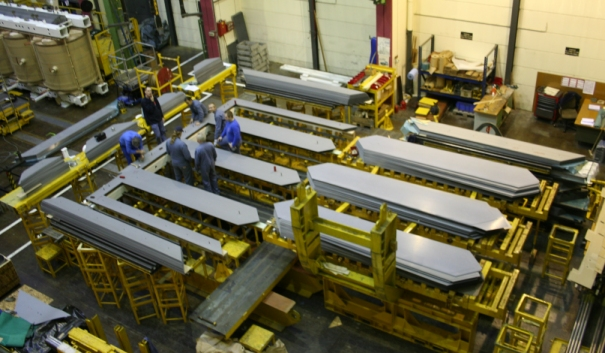
5-poot kern van een 375MVA vermogentransformator

Een kern of magneetkern is een onderdeel van magnetisch materiaal met een grote magnetische permeabiliteit, dat gebruikt wordt om het magneetveld van een spoel te concentreren en te richten. Kernen vinden in combinatie met een spoel hun toepassing in een grote verscheidenheid aan apparaten, zoals in elektromagneten, transformators, elektromotoren, generatoren, luidsprekers, opnamekoppen in audio- en videorecorders enzovoort. 

## Goed kernmateriaal
Een goede kern heeft een grote magnetische permeabiliteit, zodat kernmateriaal meestal uit een of andere vorm van ijzer bestaat, bijvoorbeeld uit weekijzer. Aangezien ijzer ook elektrisch geleidend is ontstaan bij een wisselend magneetveld wervelstromen in de kern, die tot verliezen leiden. Voor niet te hoge frequenties wordt een kern daarom opgebouwd in de vorm van een blikpakket. Dit pakket bestaat zeer dunne, van elkaar geïsoleerde plaatjes, die ervoor zorgen dat de veldlijnen in de langsrichting geen hinder ondervinden. Door die isolatie worden de wervelstromen zeer sterk onderdrukt. Magnetisch blik heeft een zeer lage magnetische weerstand of reluctantie. Deze magnetische weerstand wordt door de wet van Hopkinson beschreven en is een soort wet van Ohm voor de magnetische kring. Een tweede belangrijke eigenschap van een goed kernmateriaal is de verzadigingsinductie. Hoe hoger de verzadigingsinductie, hoe groter de magnetische flux door de kern. Deze eigenschappen zijn ook goed zichtbaar aan de hystereselus.
Voor hoge frequenties wordt meestal ferriet als kernmateriaal gebruikt. Ferriet heeft, in vergelijking tot ijzer, een hoge elektrische weerstand wat ervoor zorgt dat de wervelstroomverliezen bij hoge frequenties klein blijven en ook de hystereseverliezen blijven bij hoge frequenties relatief laag.

## Wervelstroomverliezen
Ondanks dat magnetisch blik een zeer goede magnetische geleider is, ontstaat rond iedere veldlijn een kringvormig geïnduceerd stroompje, een wervelstroom. Deze wervelstromen zullen het transformatorblik opwarmen, de energie onttrekken aan het magnetisch veld en daarmee aan de spoel. Dat zal zich uiten in een extra impedantie van de spoel, wat ervoor zorgt voor een toename van de ijzerverliezen van de elektromagneet.